# Johann Werner Henschel

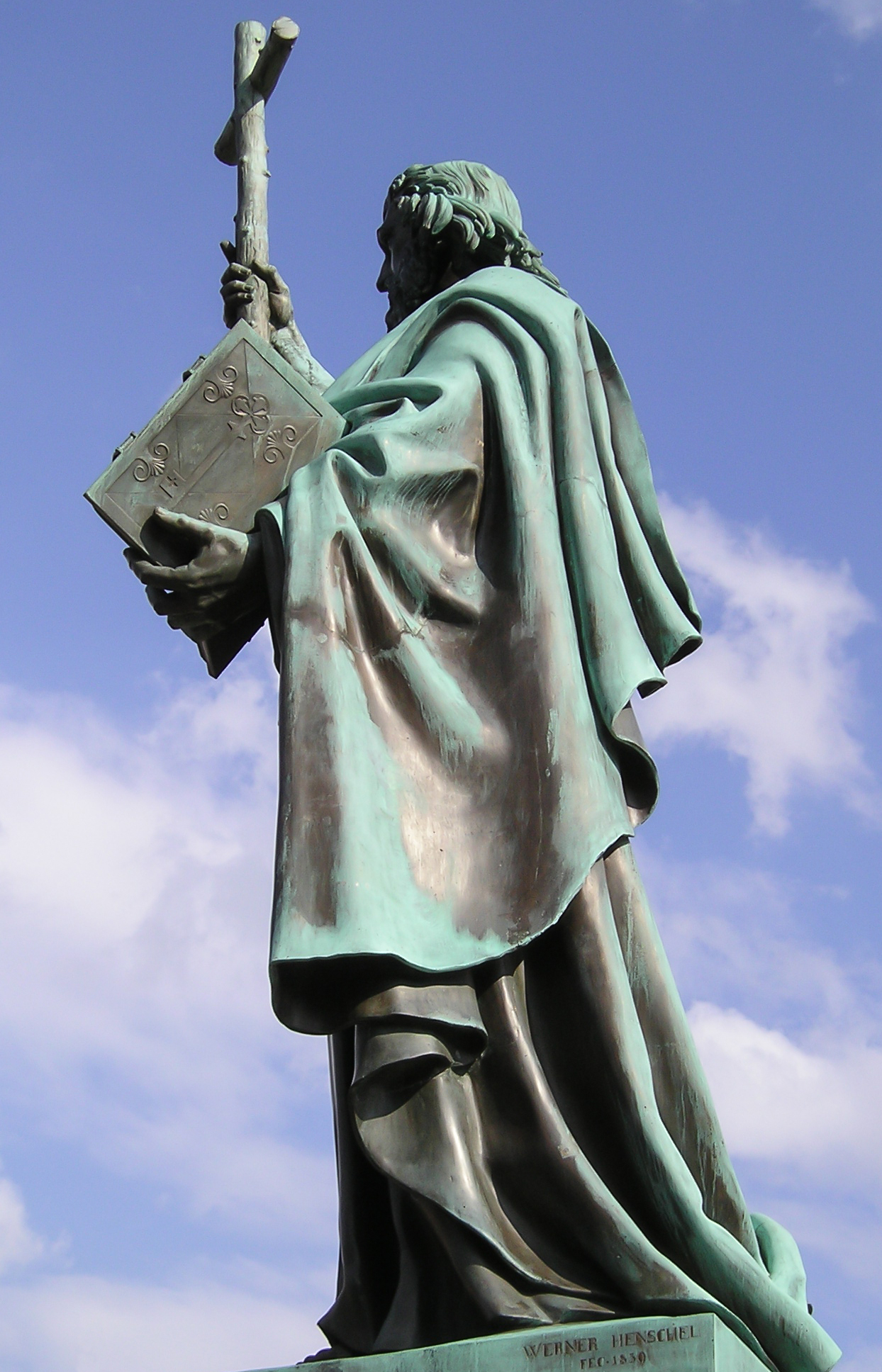
Bonifatiusmonumentet.

Johann Werner Henschel, född den 14 februari 1782 i Kassel, död den 15 augusti 1850 i Rom, var en tysk skulptör. Han var son till Georg Christian Carl Henschel och bror till Carl Anton Henschel.
Henschel fick sin utbildning i sin födelsestad och studerade 1805–1810 i Paris.  Återkommen till Kassel, inrättade han tillsammans med fadern ett gjuteri, som med tiden kom att utvecklas till firman Henschel & Sohn. Han var 1832–1843 professor vid akademien i Kassel. I Rom utförde han senare fontängruppen Hermann och Dorotea (i marmor i Potsdam). Hans främsta arbete är Bonifatiusmonumentet i Fulda (1836).